# RideLondon-Surrey Classic 2019
La RideLondon-Surrey Classic 2019 est la huitième édition de cette course cycliste sur route masculine. Elle a lieu le 4 août 2019. C'est la trentième course de l'UCI World Tour 2019. Le vainqueur est l'Italien Elia Viviani (Deceuninck-Quick Step). Il devance l'Irlandais Sam Bennett (Bora-Hansgrohe) et son coéquipier danois Michael Mørkøv.

## Parcours
La compétition se déroule dans la ville de Londres. La course part du Bushy Park, se poursuit au cœur de Kingston upon Thames pour traverser la Tamise sur le pont de Putney et se poursuit tout le long de la Tamise pour se terminer au centre commercial The Mall (l'avenue qui mène au palais de Buckingham).

## Équipes
20 équipes prennent part à la course : 16 UCI WorldTeams ; 3 équipes continentales professionnelles et l'équipe nationale du Royaume-Uni, formant ainsi un peloton de 136 cyclistes. Les équipes participantes sont :
| WorldTeams (16)- AG2R La Mondiale - Bahrain-Merida - Bora-hansgrohe - CCC Team - Deceuninck-Quick Step - Groupama-FDJ - Lotto Soudal - Mitchelton-Scott - Dimension Data - EF Education First - Ineos - Team Jumbo-Visma - Katusha-Alpecin - Team Sunweb - Trek-Segafredo - UAE Team Emirates Équipes continentales professionnelles (3)- Delko-Marseille Provence - Israel Cycling Academy - Total Direct Énergie Équipe nationale- Grande-Bretagne |
| |

## Classement final
| \| Classement général \| Classement général \| Classement général \| Classement général \| Classement général \| \| Coureur \| Coureur \| Pays \| Équipe \| Temps \| \| ------------------ \| --------------------- \| ------------------ \| --------------------- \| ------------------ \| \| 1er \| Elia Viviani \| Italie \| Deceuninck-Quick Step \| 3 h 46 min 15 s \| \| 2e \| Sam Bennett \| Irlande \| Bora-Hansgrohe \| + 0 s \| \| 3e \| Michael Mørkøv \| Danemark \| Deceuninck-Quick Step \| + 0 s \| \| 4e \| Jasper Stuyven \| Belgique \| Trek-Segafredo \| + 0 s \| \| 5e \| Amund Grøndahl Jansen \| Norvège \| Team Jumbo-Visma \| + 0 s \| \| 6e \| Giacomo Nizzolo \| Italie \| Dimension Data \| + 0 s \| \| 7e \| Alexander Kristoff \| Norvège \| UAE Team Emirates \| + 0 s \| \| 8e \| Oliver Naesen \| Belgique \| AG2R La Mondiale \| + 0 s \| \| 9e \| Jasper De Buyst \| Belgique \| Lotto-Soudal \| + 0 s \| \| 10e \| Ethan Hayter \| Royaume-Uni \| Grande-Bretagne \| + 0 s \| |                       |             |                       |                 |
| |                       |             |                       |                 |
| Source : ProCyclingStats |                       |             |                       |                 |
| Classement général |                       |             |                       |                 |
| Coureur | Coureur               | Pays        | Équipe                | Temps           |
| 1er | Elia Viviani          | Italie      | Deceuninck-Quick Step | 3 h 46 min 15 s |
| 2e | Sam Bennett           | Irlande     | Bora-Hansgrohe        | + 0 s           |
| 3e | Michael Mørkøv        | Danemark    | Deceuninck-Quick Step | + 0 s           |
| 4e | Jasper Stuyven        | Belgique    | Trek-Segafredo        | + 0 s           |
| 5e | Amund Grøndahl Jansen | Norvège     | Team Jumbo-Visma      | + 0 s           |
| 6e | Giacomo Nizzolo       | Italie      | Dimension Data        | + 0 s           |
| 7e | Alexander Kristoff    | Norvège     | UAE Team Emirates     | + 0 s           |
| 8e | Oliver Naesen         | Belgique    | AG2R La Mondiale      | + 0 s           |
| 9e | Jasper De Buyst       | Belgique    | Lotto-Soudal          | + 0 s           |
| 10e | Ethan Hayter          | Royaume-Uni | Grande-Bretagne       | + 0 s           |

### Classements UCI
La course attribue des points au Classement mondial UCI 2019 (pour tous les coureurs), selon le barème suivant :
| Position           | 1er | 2e  | 3e  | 4e  | 5e  | 6e  | 7e | 8e | 9e | 10e | 11e | 12e | 13e | 14e | 15e à 20e | 21e à 30e | 31e à 50e | 51e à 55e | 56e à 60e |
| Classement général | 300 | 250 | 215 | 175 | 120 | 115 | 95 | 75 | 60 | 50  | 40  | 35  | 30  | 25  | 20        | 12        | 5         | 2         | 1         |

## Liste des participants
| Bora-Hansgrohe BOH | Bora-Hansgrohe BOH        | Bora-Hansgrohe BOH |
| ------------------ | ------------------------- | ------------------ |
| Num                | Coureur                   | Pos                |
| 1                  | Jempy Drucker (LUX)       | 121e               |
| 2                  | Shane Archbold (NZL)      | 77e                |
| 3                  | Erik Baška (SVK)          | 120e               |
| 4                  | Sam Bennett (IRL) (route) | 2e                 |
| 5                  | Juraj Sagan (SVK) (route) | AB                 |
| 6                  | Andreas Schillinger (GER) | 119e               |
| 7                  | Michael Schwarzmann (GER) | 123e               |

| Deceuninck-Quick Step DQT | Deceuninck-Quick Step DQT    | Deceuninck-Quick Step DQT |
| ------------------------- | ---------------------------- | ------------------------- |
| Num                       | Coureur                      | Pos                       |
| 11                        | Philippe Gilbert (BEL)       | 59e                       |
| 13                        | Iljo Keisse (BEL)            | 38e                       |
| 14                        | Davide Martinelli (ITA)      | 32e                       |
| 15                        | Michael Mørkøv (DEN) (route) | 3e                        |
| 16                        | Zdeněk Štybar (CZE)          | 27e                       |
| 17                        | Elia Viviani (ITA)           | 1er                       |

| Trek-Segafredo TFS | Trek-Segafredo TFS     | Trek-Segafredo TFS |
| ------------------ | ---------------------- | ------------------ |
| Num                | Coureur                | Pos                |
| 21                 | Koen de Kort (NED)     | 73e                |
| 22                 | Alex Frame (NZL)       | 87e                |
| 23                 | Alex Kirsch (LUX)      | 112e               |
| 24                 | Matteo Moschetti (ITA) | AB                 |
| 25                 | William Clarke (AUS)   | AB                 |
| 26                 | Jasper Stuyven (BEL)   | 4e                 |
| 27                 | Edward Theuns (BEL)    | 67e                |

| Bahrain-Merida TBM | Bahrain-Merida TBM      | Bahrain-Merida TBM |
| ------------------ | ----------------------- | ------------------ |
| Num                | Coureur                 | Pos                |
| 31                 | Yukiya Arashiro (JPN)   | 26e                |
| 32                 | Phil Bauhaus (GER)      | 34e                |
| 33                 | Sonny Colbrelli (ITA)   | 15e                |
| 36                 | Heinrich Haussler (AUS) | 81e                |
| 37                 | Marcel Sieberg (GER)    | 51e                |

| UAE Team Emirates UAD | UAE Team Emirates UAD    | UAE Team Emirates UAD |
| --------------------- | ------------------------ | --------------------- |
| Num                   | Coureur                  | Pos                   |
| 41                    | Tom Bohli (SUI)          | 102e                  |
| 42                    | Oliviero Troia (ITA)     | 96e                   |
| 43                    | Marco Marcato (ITA)      | 33e                   |
| 44                    | Rui Oliveira (POR)       | 114e                  |
| 45                    | Roberto Ferrari (ITA)    | 30e                   |
| 46                    | Sven Erik Bystrøm (NOR)  | 101e                  |
| 47                    | Alexander Kristoff (NOR) | 7e                    |

| CCC Team CCC | CCC Team CCC                   | CCC Team CCC |
| ------------ | ------------------------------ | ------------ |
| Num          | Coureur                        | Pos          |
| 51           | Jonas Koch (GER)               | 14e          |
| 52           | Michael Schär (SUI)            | 46e          |
| 53           | Gijs Van Hoecke (BEL)          | 75e          |
| 54           | Nathan Van Hooydonck (BEL)     | 44e          |
| 55           | Guillaume Van Keirsbulck (BEL) | 53e          |
| 56           | Francisco Ventoso (ESP)        | 91e          |
| 57           | Łukasz Wiśniowski (POL)        | 50e          |

| Total Direct Énergie TDE | Total Direct Énergie TDE | Total Direct Énergie TDE |
| ------------------------ | ------------------------ | ------------------------ |
| Num                      | Coureur                  | Pos                      |
| 61                       | Niccolò Bonifazio (ITA)  | 106e                     |
| 62                       | Bryan Nauleau (FRA)      | 104e                     |
| 63                       | Romain Cardis (FRA)      | 23e                      |
| 64                       | Pim Ligthart (NED)       | AB                       |
| 65                       | Adrien Petit (FRA)       | AB                       |
| 66                       | Fabien Grellier (FRA)    | 72e                      |
| 67                       | Angélo Tulik (FRA)       | 105e                     |

| Team Sunweb SUN | Team Sunweb SUN         | Team Sunweb SUN |
| --------------- | ----------------------- | --------------- |
| Num             | Coureur                 | Pos             |
| 71              | Nikias Arndt (GER)      | 60e             |
| 72              | Roy Curvers (NED)       | 39e             |
| 73              | Lennard Kämna (GER)     | 92e             |
| 74              | Michael Matthews (AUS)  | 83e             |
| 75              | Joris Nieuwenhuis (NED) | 24e             |
| 76              | Casper Pedersen (DEN)   | 43e             |
| 77              | Martijn Tusveld (NED)   | 108e            |

| Team Ineos INS | Team Ineos INS             | Team Ineos INS |
| -------------- | -------------------------- | -------------- |
| Num            | Coureur                    | Pos            |
| 81             | Leonardo Basso (ITA)       | 54e            |
| 82             | Diego Rosa (ITA)           | 49e            |
| 83             | Filippo Ganna (ITA)        | 37e            |
| 84             | Kristoffer Halvorsen (NOR) | 16e            |
| 85             | Christian Knees (GER)      | 29e            |
| 86             | Christopher Lawless (GBR)  | 82e            |
| 87             | Ian Stannard (GBR)         | 69e            |

| Grande-Bretagne GBR | Grande-Bretagne GBR | Grande-Bretagne GBR |
| ------------------- | ------------------- | ------------------- |
| Num                 | Coureur             | Pos                 |
| 91                  | Connor Swift        | 68e                 |
| 92                  | Matthew Walls       | 13e                 |
| 93                  | Ethan Hayter        | 10e                 |
| 94                  | James Shaw          | 55e                 |
| 95                  | Scott Thwaites      | 56e                 |
| 96                  | Gabriel Cullaigh    | 122e                |
| 97                  | Thomas Stewart      | 79e                 |

| Groupama-FDJ GFC | Groupama-FDJ GFC        | Groupama-FDJ GFC |
| ---------------- | ----------------------- | ---------------- |
| Num              | Coureur                 | Pos              |
| 101              | Arnaud Démare (FRA)     | 35e              |
| 102              | Jacopo Guarnieri (ITA)  | AB               |
| 103              | Daniel Hoelgaard (NOR)  | 95e              |
| 105              | Olivier Le Gac (FRA)    | 62e              |
| 106              | Ramon Sinkeldam (NED)   | 100e             |
| 107              | Benoît Vaugrenard (FRA) | AB               |

| Mitchelton-Scott MTS | Mitchelton-Scott MTS      | Mitchelton-Scott MTS |
| -------------------- | ------------------------- | -------------------- |
| Num                  | Coureur                   | Pos                  |
| 111                  | Michael Hepburn (AUS)     | 70e                  |
| 112                  | Daryl Impey (RSA) (route) | 12e                  |
| 113                  | Edoardo Affini (ITA)      | 113e                 |
| 114                  | Cameron Meyer (AUS)       | 76e                  |
| 115                  | Michael Albasini (SUI)    | 117e                 |
| 116                  | Robert Stannard (AUS)     | 86e                  |
| 117                  | Jack Bauer (NZL)          | 84e                  |

| AG2R La Mondiale ALM | AG2R La Mondiale ALM     | AG2R La Mondiale ALM |
| -------------------- | ------------------------ | -------------------- |
| Num                  | Coureur                  | Pos                  |
| 121                  | Nico Denz (GER)          | 48e                  |
| 122                  | Julien Duval (FRA)       | 20e                  |
| 123                  | Gediminas Bagdonas (LTU) | 45e                  |
| 124                  | Alexis Gougeard (FRA)    | AB                   |
| 125                  | Oliver Naesen (BEL)      | 8e                   |
| 126                  | Stijn Vandenbergh (BEL)  | 40e                  |
| 127                  | Ben Gastauer (LUX)       | 61e                  |

| Delko Marseille Provence DMP | Delko Marseille Provence DMP       | Delko Marseille Provence DMP |
| ---------------------------- | ---------------------------------- | ---------------------------- |
| Num                          | Coureur                            | Pos                          |
| 131                          | Julien El Fares (FRA)              | 57e                          |
| 132                          | Iuri Filosi (ITA)                  | 94e                          |
| 133                          | Alexis Guérin (FRA)                | 42e                          |
| 134                          | Alessandro Fedeli (ITA)            | 22e                          |
| 135                          | Ramūnas Navardauskas (LTU) (route) | 116e                         |
| 136                          | Fabien Schmidt (FRA)               | 85e                          |
| 137                          | Julien Trarieux (FRA)              | 19e                          |

| Israel Cycling Academy ICA | Israel Cycling Academy ICA | Israel Cycling Academy ICA |
| -------------------------- | -------------------------- | -------------------------- |
| Num                        | Coureur                    | Pos                        |
| 141                        | Davide Cimolai (ITA)       | 17e                        |
| 142                        | Conor Dunne (IRL)          | 107e                       |
| 143                        | Clément Carisey (FRA)      | 111e                       |
| 144                        | Krists Neilands (LAT)      | 90e                        |
| 145                        | Guy Sagiv (ISR) (route)    | 88e                        |
| 146                        | Tom Van Asbroeck (BEL)     | 41e                        |
| 147                        | Dennis van Winden (NED)    | 31e                        |

| Lotto-Soudal LTS | Lotto-Soudal LTS        | Lotto-Soudal LTS |
| ---------------- | ----------------------- | ---------------- |
| Num              | Coureur                 | Pos              |
| 151              | Jasper De Buyst (BEL)   | 9e               |
| 152              | Stan Dewulf (BEL)       | 115e             |
| 153              | Caleb Ewan (AUS)        | AB               |
| 154              | Frederik Frison (BEL)   | AB               |
| 155              | Brian van Goethem (NED) | 63e              |
| 156              | Nikolas Maes (BEL)      | 21e              |
| 157              | Gerben Thijssen (BEL)   | 25e              |

| Dimension Data TDD | Dimension Data TDD       | Dimension Data TDD |
| ------------------ | ------------------------ | ------------------ |
| Num                | Coureur                  | Pos                |
| 161                | Ryan Gibbons (RSA)       | 18e                |
| 162                | Tom-Jelte Slagter (NED)  | 89e                |
| 163                | Giacomo Nizzolo (ITA)    | 6e                 |
| 164                | Mark Renshaw (AUS)       | 65e                |
| 165                | Jay Robert Thomson (RSA) | AB                 |
| 166                | Rasmus Tiller (NOR)      | 64e                |
| 167                | Julien Vermote (BEL)     | 58e                |

| EF Education First EF1 | EF Education First EF1    | EF Education First EF1 |
| ---------------------- | ------------------------- | ---------------------- |
| Num                    | Coureur                   | Pos                    |
| 171                    | Matti Breschel (DEN)      | AB                     |
| 172                    | Alberto Bettiol (ITA)     | 66e                    |
| 173                    | Moreno Hofland (NED)      | 11e                    |
| 174                    | Sebastian Langeveld (NED) | 93e                    |
| 175                    | Daniel McLay (GBR)        | 78e                    |
| 176                    | Taylor Phinney (USA)      | 97e                    |
| 177                    | Sep Vanmarcke (BEL)       | 36e                    |

| Team Jumbo-Visma TJV | Team Jumbo-Visma TJV                | Team Jumbo-Visma TJV |
| -------------------- | ----------------------------------- | -------------------- |
| Num                  | Coureur                             | Pos                  |
| 181                  | Amund Grøndahl Jansen (NOR) (route) | 5e                   |
| 182                  | Pascal Eenkhoorn (NED)              | 99e                  |
| 183                  | Jos van Emden (NED)                 | 71e                  |
| 184                  | Tom Leezer (NED)                    | 98e                  |
| 185                  | Timo Roosen (NED)                   | 74e                  |
| 186                  | Mike Teunissen (NED)                | 28e                  |
| 187                  | Maarten Wynants (BEL)               | 80e                  |

| Katusha-Alpecin TKA | Katusha-Alpecin TKA      | Katusha-Alpecin TKA |
| ------------------- | ------------------------ | ------------------- |
| Num                 | Coureur                  | Pos                 |
| 191                 | Jenthe Biermans (BEL)    | 52e                 |
| 192                 | Jens Debusschere (BEL)   | 118e                |
| 193                 | Alex Dowsett (GBR)       | 109e                |
| 194                 | Marco Haller (AUT)       | 103e                |
| 195                 | Nathan Haas (AUS)        | AB                  |
| 196                 | Harry Tanfield (GBR)     | 47e                 |
| 197                 | Mads Würtz Schmidt (DEN) | 110e                |

| Bora-Hansgrohe BOH | Bora-Hansgrohe BOH        | Bora-Hansgrohe BOH |
| ------------------ | ------------------------- | ------------------ |
| Num                | Coureur                   | Pos                |
| 1                  | Jempy Drucker (LUX)       | 121e               |
| 2                  | Shane Archbold (NZL)      | 77e                |
| 3                  | Erik Baška (SVK)          | 120e               |
| 4                  | Sam Bennett (IRL) (route) | 2e                 |
| 5                  | Juraj Sagan (SVK) (route) | AB                 |
| 6                  | Andreas Schillinger (GER) | 119e               |
| 7                  | Michael Schwarzmann (GER) | 123e               |

| Deceuninck-Quick Step DQT | Deceuninck-Quick Step DQT    | Deceuninck-Quick Step DQT |
| ------------------------- | ---------------------------- | ------------------------- |
| Num                       | Coureur                      | Pos                       |
| 11                        | Philippe Gilbert (BEL)       | 59e                       |
| 13                        | Iljo Keisse (BEL)            | 38e                       |
| 14                        | Davide Martinelli (ITA)      | 32e                       |
| 15                        | Michael Mørkøv (DEN) (route) | 3e                        |
| 16                        | Zdeněk Štybar (CZE)          | 27e                       |
| 17                        | Elia Viviani (ITA)           | 1er                       |

| Trek-Segafredo TFS | Trek-Segafredo TFS     | Trek-Segafredo TFS |
| ------------------ | ---------------------- | ------------------ |
| Num                | Coureur                | Pos                |
| 21                 | Koen de Kort (NED)     | 73e                |
| 22                 | Alex Frame (NZL)       | 87e                |
| 23                 | Alex Kirsch (LUX)      | 112e               |
| 24                 | Matteo Moschetti (ITA) | AB                 |
| 25                 | William Clarke (AUS)   | AB                 |
| 26                 | Jasper Stuyven (BEL)   | 4e                 |
| 27                 | Edward Theuns (BEL)    | 67e                |

| Bahrain-Merida TBM | Bahrain-Merida TBM      | Bahrain-Merida TBM |
| ------------------ | ----------------------- | ------------------ |
| Num                | Coureur                 | Pos                |
| 31                 | Yukiya Arashiro (JPN)   | 26e                |
| 32                 | Phil Bauhaus (GER)      | 34e                |
| 33                 | Sonny Colbrelli (ITA)   | 15e                |
| 36                 | Heinrich Haussler (AUS) | 81e                |
| 37                 | Marcel Sieberg (GER)    | 51e                |

| UAE Team Emirates UAD | UAE Team Emirates UAD    | UAE Team Emirates UAD |
| --------------------- | ------------------------ | --------------------- |
| Num                   | Coureur                  | Pos                   |
| 41                    | Tom Bohli (SUI)          | 102e                  |
| 42                    | Oliviero Troia (ITA)     | 96e                   |
| 43                    | Marco Marcato (ITA)      | 33e                   |
| 44                    | Rui Oliveira (POR)       | 114e                  |
| 45                    | Roberto Ferrari (ITA)    | 30e                   |
| 46                    | Sven Erik Bystrøm (NOR)  | 101e                  |
| 47                    | Alexander Kristoff (NOR) | 7e                    |

| CCC Team CCC | CCC Team CCC                   | CCC Team CCC |
| ------------ | ------------------------------ | ------------ |
| Num          | Coureur                        | Pos          |
| 51           | Jonas Koch (GER)               | 14e          |
| 52           | Michael Schär (SUI)            | 46e          |
| 53           | Gijs Van Hoecke (BEL)          | 75e          |
| 54           | Nathan Van Hooydonck (BEL)     | 44e          |
| 55           | Guillaume Van Keirsbulck (BEL) | 53e          |
| 56           | Francisco Ventoso (ESP)        | 91e          |
| 57           | Łukasz Wiśniowski (POL)        | 50e          |

| Total Direct Énergie TDE | Total Direct Énergie TDE | Total Direct Énergie TDE |
| ------------------------ | ------------------------ | ------------------------ |
| Num                      | Coureur                  | Pos                      |
| 61                       | Niccolò Bonifazio (ITA)  | 106e                     |
| 62                       | Bryan Nauleau (FRA)      | 104e                     |
| 63                       | Romain Cardis (FRA)      | 23e                      |
| 64                       | Pim Ligthart (NED)       | AB                       |
| 65                       | Adrien Petit (FRA)       | AB                       |
| 66                       | Fabien Grellier (FRA)    | 72e                      |
| 67                       | Angélo Tulik (FRA)       | 105e                     |

| Team Sunweb SUN | Team Sunweb SUN         | Team Sunweb SUN |
| --------------- | ----------------------- | --------------- |
| Num             | Coureur                 | Pos             |
| 71              | Nikias Arndt (GER)      | 60e             |
| 72              | Roy Curvers (NED)       | 39e             |
| 73              | Lennard Kämna (GER)     | 92e             |
| 74              | Michael Matthews (AUS)  | 83e             |
| 75              | Joris Nieuwenhuis (NED) | 24e             |
| 76              | Casper Pedersen (DEN)   | 43e             |
| 77              | Martijn Tusveld (NED)   | 108e            |

| Team Ineos INS | Team Ineos INS             | Team Ineos INS |
| -------------- | -------------------------- | -------------- |
| Num            | Coureur                    | Pos            |
| 81             | Leonardo Basso (ITA)       | 54e            |
| 82             | Diego Rosa (ITA)           | 49e            |
| 83             | Filippo Ganna (ITA)        | 37e            |
| 84             | Kristoffer Halvorsen (NOR) | 16e            |
| 85             | Christian Knees (GER)      | 29e            |
| 86             | Christopher Lawless (GBR)  | 82e            |
| 87             | Ian Stannard (GBR)         | 69e            |

| Grande-Bretagne GBR | Grande-Bretagne GBR | Grande-Bretagne GBR |
| ------------------- | ------------------- | ------------------- |
| Num                 | Coureur             | Pos                 |
| 91                  | Connor Swift        | 68e                 |
| 92                  | Matthew Walls       | 13e                 |
| 93                  | Ethan Hayter        | 10e                 |
| 94                  | James Shaw          | 55e                 |
| 95                  | Scott Thwaites      | 56e                 |
| 96                  | Gabriel Cullaigh    | 122e                |
| 97                  | Thomas Stewart      | 79e                 |

| Groupama-FDJ GFC | Groupama-FDJ GFC        | Groupama-FDJ GFC |
| ---------------- | ----------------------- | ---------------- |
| Num              | Coureur                 | Pos              |
| 101              | Arnaud Démare (FRA)     | 35e              |
| 102              | Jacopo Guarnieri (ITA)  | AB               |
| 103              | Daniel Hoelgaard (NOR)  | 95e              |
| 105              | Olivier Le Gac (FRA)    | 62e              |
| 106              | Ramon Sinkeldam (NED)   | 100e             |
| 107              | Benoît Vaugrenard (FRA) | AB               |

| Mitchelton-Scott MTS | Mitchelton-Scott MTS      | Mitchelton-Scott MTS |
| -------------------- | ------------------------- | -------------------- |
| Num                  | Coureur                   | Pos                  |
| 111                  | Michael Hepburn (AUS)     | 70e                  |
| 112                  | Daryl Impey (RSA) (route) | 12e                  |
| 113                  | Edoardo Affini (ITA)      | 113e                 |
| 114                  | Cameron Meyer (AUS)       | 76e                  |
| 115                  | Michael Albasini (SUI)    | 117e                 |
| 116                  | Robert Stannard (AUS)     | 86e                  |
| 117                  | Jack Bauer (NZL)          | 84e                  |

| AG2R La Mondiale ALM | AG2R La Mondiale ALM     | AG2R La Mondiale ALM |
| -------------------- | ------------------------ | -------------------- |
| Num                  | Coureur                  | Pos                  |
| 121                  | Nico Denz (GER)          | 48e                  |
| 122                  | Julien Duval (FRA)       | 20e                  |
| 123                  | Gediminas Bagdonas (LTU) | 45e                  |
| 124                  | Alexis Gougeard (FRA)    | AB                   |
| 125                  | Oliver Naesen (BEL)      | 8e                   |
| 126                  | Stijn Vandenbergh (BEL)  | 40e                  |
| 127                  | Ben Gastauer (LUX)       | 61e                  |

| Delko Marseille Provence DMP | Delko Marseille Provence DMP       | Delko Marseille Provence DMP |
| ---------------------------- | ---------------------------------- | ---------------------------- |
| Num                          | Coureur                            | Pos                          |
| 131                          | Julien El Fares (FRA)              | 57e                          |
| 132                          | Iuri Filosi (ITA)                  | 94e                          |
| 133                          | Alexis Guérin (FRA)                | 42e                          |
| 134                          | Alessandro Fedeli (ITA)            | 22e                          |
| 135                          | Ramūnas Navardauskas (LTU) (route) | 116e                         |
| 136                          | Fabien Schmidt (FRA)               | 85e                          |
| 137                          | Julien Trarieux (FRA)              | 19e                          |

| Israel Cycling Academy ICA | Israel Cycling Academy ICA | Israel Cycling Academy ICA |
| -------------------------- | -------------------------- | -------------------------- |
| Num                        | Coureur                    | Pos                        |
| 141                        | Davide Cimolai (ITA)       | 17e                        |
| 142                        | Conor Dunne (IRL)          | 107e                       |
| 143                        | Clément Carisey (FRA)      | 111e                       |
| 144                        | Krists Neilands (LAT)      | 90e                        |
| 145                        | Guy Sagiv (ISR) (route)    | 88e                        |
| 146                        | Tom Van Asbroeck (BEL)     | 41e                        |
| 147                        | Dennis van Winden (NED)    | 31e                        |

| Lotto-Soudal LTS | Lotto-Soudal LTS        | Lotto-Soudal LTS |
| ---------------- | ----------------------- | ---------------- |
| Num              | Coureur                 | Pos              |
| 151              | Jasper De Buyst (BEL)   | 9e               |
| 152              | Stan Dewulf (BEL)       | 115e             |
| 153              | Caleb Ewan (AUS)        | AB               |
| 154              | Frederik Frison (BEL)   | AB               |
| 155              | Brian van Goethem (NED) | 63e              |
| 156              | Nikolas Maes (BEL)      | 21e              |
| 157              | Gerben Thijssen (BEL)   | 25e              |

| Dimension Data TDD | Dimension Data TDD       | Dimension Data TDD |
| ------------------ | ------------------------ | ------------------ |
| Num                | Coureur                  | Pos                |
| 161                | Ryan Gibbons (RSA)       | 18e                |
| 162                | Tom-Jelte Slagter (NED)  | 89e                |
| 163                | Giacomo Nizzolo (ITA)    | 6e                 |
| 164                | Mark Renshaw (AUS)       | 65e                |
| 165                | Jay Robert Thomson (RSA) | AB                 |
| 166                | Rasmus Tiller (NOR)      | 64e                |
| 167                | Julien Vermote (BEL)     | 58e                |

| EF Education First EF1 | EF Education First EF1    | EF Education First EF1 |
| ---------------------- | ------------------------- | ---------------------- |
| Num                    | Coureur                   | Pos                    |
| 171                    | Matti Breschel (DEN)      | AB                     |
| 172                    | Alberto Bettiol (ITA)     | 66e                    |
| 173                    | Moreno Hofland (NED)      | 11e                    |
| 174                    | Sebastian Langeveld (NED) | 93e                    |
| 175                    | Daniel McLay (GBR)        | 78e                    |
| 176                    | Taylor Phinney (USA)      | 97e                    |
| 177                    | Sep Vanmarcke (BEL)       | 36e                    |

| Team Jumbo-Visma TJV | Team Jumbo-Visma TJV                | Team Jumbo-Visma TJV |
| -------------------- | ----------------------------------- | -------------------- |
| Num                  | Coureur                             | Pos                  |
| 181                  | Amund Grøndahl Jansen (NOR) (route) | 5e                   |
| 182                  | Pascal Eenkhoorn (NED)              | 99e                  |
| 183                  | Jos van Emden (NED)                 | 71e                  |
| 184                  | Tom Leezer (NED)                    | 98e                  |
| 185                  | Timo Roosen (NED)                   | 74e                  |
| 186                  | Mike Teunissen (NED)                | 28e                  |
| 187                  | Maarten Wynants (BEL)               | 80e                  |

| Katusha-Alpecin TKA | Katusha-Alpecin TKA      | Katusha-Alpecin TKA |
| ------------------- | ------------------------ | ------------------- |
| Num                 | Coureur                  | Pos                 |
| 191                 | Jenthe Biermans (BEL)    | 52e                 |
| 192                 | Jens Debusschere (BEL)   | 118e                |
| 193                 | Alex Dowsett (GBR)       | 109e                |
| 194                 | Marco Haller (AUT)       | 103e                |
| 195                 | Nathan Haas (AUS)        | AB                  |
| 196                 | Harry Tanfield (GBR)     | 47e                 |
| 197                 | Mads Würtz Schmidt (DEN) | 110e                |